# Ella Yevtouchenko
Ella Yevtouchenko (en ukrainien : Елла Юхимівна Євтушенко ; née le 21 décembre 1996 à Kyiv) est une poétesse, musicienne, vidéaste et traductrice ukrainienne.

## Biographie
Ella Yevtouchenko est issue d'une famille de professeurs et de musiciens. Elle est diplômée de l'académie de musique (classe de violon).
Parallèlement à l'écriture (elle écrit des poèmes depuis son enfance) elle réalise ses projets musicaux au sein des groupes Drunk & Drowned (2013-16) et Mykola and TV (depuis 2016).
L'année 2016 voit la parution de son premier recueil de poésie Lichtung (avec des illustrations et une postface de Yulia Stakhivska (uk), une autre postface de Bohdan-Oleh Horobtchouk (uk), une préface de Pavlo Korobchouk (uk) et une critique sur la couverture de Petro Medyanka (uk)). Elle épouse Bohdan-Oleh Horobtchouk cette année là.
Depuis mars 2019, elle dirige une chaîne Telegram - Елла в країні слів (Ella au pays des mots).
Fin 2020, Ella Yevtoushenko se lance dans un projet conciliant ses activités poétiques et musicales: Thuyone, un projet de poésie électronique, où elle crée des chansons à partir de poèmes.
En 2022, dans un acte de défense de la culture ukrainienne, elle établit avec Bruno Doucey l'anthologie bilingue Ukraine – 24 poètes pour un pays, dont elle est la principale traductrice.
"Cette anthologie est censée démontrer que la poésie ukrainienne est et a toujours été diverse, pleine de beauté  et de joie de vivre, de force et de résilience [...] la poésie, la langue, la culture, l'identité, tout ce que pour quoi nous luttons, que l'empire colonisateur russe a toujours essayé d'exterminer est ce qui survit malgré tout. Ce livre est ma petite contribution à cette survie [...]"

## Ouvrages
- (uk) Lichtung, 2016 (ISBN 978-617-692-359-6)

Disponible en français :

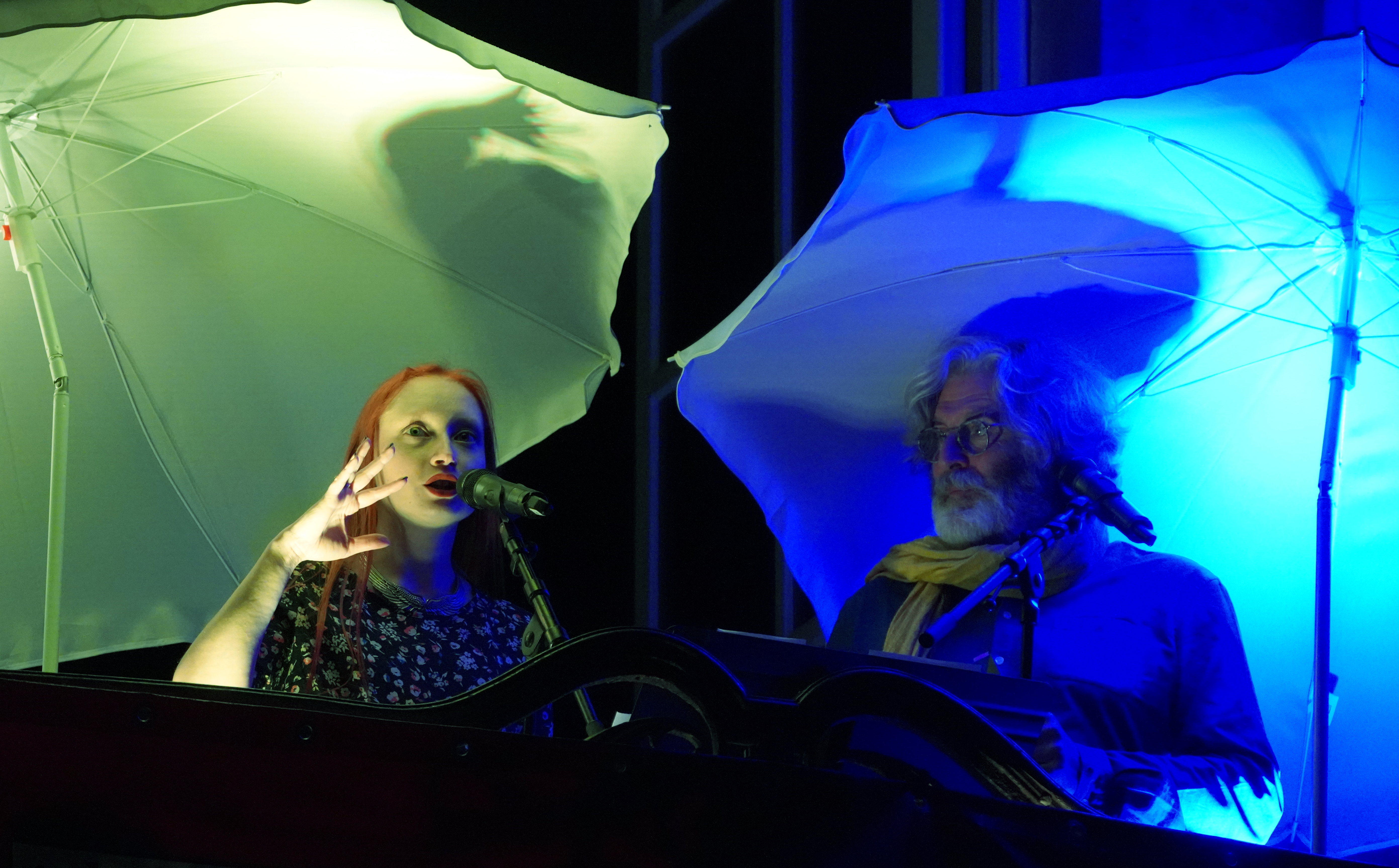
Lecture avec B. Doucey en 2022 lors du Livre sur la place.

- (uk + fr) « Елла Євтушенко/Ella Yevtouchenko », dans Ukraine - 24 poètes pour un pays. Anthologie établie, traduite et présentée par Ella Yevtouchenko et Bruno Doucey, Editions Bruno Doucey,‎ 2022, p. 22-29
- (uk + fr) Au cœur de la maison  (trad. l'autrice et Bruno Doucey), Éditions Bruno Doucey, 2023